# Massimo Mila
Massimo Mila (Torino, 14 agosto 1910 – Torino, 26 dicembre 1988) è stato un musicologo, critico musicale, traduttore, antifascista, alpinista e intellettuale italiano.

## Biografia
Studia al Liceo classico Massimo d'Azeglio di Torino, dove è allievo di Augusto Monti e dove ha per compagni di studio anche Cesare Pavese, Leone Ginzburg, Norberto Bobbio e Guido Seborga. Conosce anche Giulio Einaudi, al quale dà lezioni di latino, introducendolo nella «confraternita» degli ex allievi del D'Azeglio, tra i quali anche Vittorio Foa, Giulio Carlo Argan, Ludovico Geymonat, Franco Antonicelli, e altri. Si laurea in lettere nel 1931 all'Università di Torino, a ventun'anni, con una tesi dal titolo Il melodramma di Verdi, che, per il diretto interessamento del filosofo Benedetto Croce, sarà pubblicata due anni più tardi dalla casa editrice Laterza di Bari. È anche un esperto alpinista, e membro del Club Alpino Accademico Italiano, una passione che nasce a Coazze grazie alle spinte della madre e alle prime escursioni sui monti della Valsangone.
Nell'ambiente di Torino matura presto in lui l'opposizione al regime fascista. Viene incarcerato una prima volta nel 1929 per attività antifascista. Aderisce al gruppo torinese di «Giustizia e Libertà» e, il 15 maggio del 1935, su delazione dello scrittore Dino Segre -alias Pitigrilli- subisce per la seconda volta l’arresto insieme a Giulio Einaudi, Vittorio Foa, Leone Ginzburg, Franco Antonicelli, Norberto Bobbio, Cesare Pavese, Carlo Levi, Piero Martinetti e Luigi Salvatorelli. Fu condannato dal Tribunale Speciale a sette anni di reclusione insieme tra l'altro a Riccardo Bauer ed Ernesto Rossi, che scontò nel carcere di Regina Coeli a Roma. In un momento di sconforto scrisse una lettera diretta a Mussolini: «Mai più mi permetterò di fare o esprimere qualche cosa che possa essere, direttamente o indirettamente, comunque ostile, o contrario, o dannoso al Regime». In un'intervista del 1992, Vittorio Foa discolpò l'amico e ne attribuì il cedimento alla violenza fisica e morale operata contro di lui dall'apparato repressivo fascista.
In carcere traduce Le affinità elettive di Goethe, pubblicate poi da Einaudi. Mentre era comandante partigiano di Giustizia e Libertà nel Canavese, traduce il Siddharta di Hermann Hesse, pubblicato nel 1945 da Frassinelli. Scontata la pena, nel 1940 collabora con Giulio Einaudi e la sua casa editrice, dove ha come amici e compagni di lavoro Giaime Pintor, Felice Balbo, Pavese e Ginzburg. Sorvegliato speciale, dopo l'armistizio dell'8 settembre 1943 si unisce alla Resistenza entrando nel gruppo Giustizia e Libertà del Canavese, ed aderendo in seguito al Partito d'Azione.
Nel dopoguerra, il Conservatorio Giuseppe Verdi di Torino lo chiama ad insegnare Storia della musica nel 1954, mentre l'Università gli offre nel 1967 un incarico per la stessa materia, che ricoprirà fino al 1975. Oltre a proseguire la sua collaborazione con la casa editrice Einaudi, è critico musicale de "L'Unità" di Torino tra il 1946 e il 1967 e del settimanale L'Espresso tra il 1955 e il 1967, mentre dal 1967 passa a La Stampa. Accademico dell'Accademia nazionale di Santa Cecilia dal 1956, svolge anche attività letteraria, traducendo fra l'altro opere di Goethe, Schiller, Gotthelf, Hesse, Wiechert, e l'autobiografia di Richard Wagner. Dal 1967 è condirettore della Nuova Rivista Musicale Italiana. Il 26 febbraio 1981 ha un gravissimo incidente d'auto, nel quale perde la vita la moglie, Francesca Rovedotti. Nel 1985 riceve il Premio internazionale Feltrinelli dell'Accademia Nazionale dei Lincei.
Negli anni successivi alla sua scomparsa, a Mila è stato intitolato un importante premio letterario internazionale, il Premio Massimo Mila, sono stati dedicati volumi di studi e pubblicati numerosi inediti, il 2 dicembre 2008 presso il Conservatorio di Torino si è tenuta una giornata di studi in suo onore, per iniziativa dell'Amministrazione comunale e dell'Unione culturale Franco Antonicelli, con una tavola rotonda in cui Roberto Aruga, Alberto Cavagnon, Giorgio Pestelli, Andrea Casalegno ed Enzo Restagno hanno discusso sui diversi interessi che hanno connotato la figura di Massimo Mila: musica, antifascismo, letteratura, pittura, e la sua passione per la montagna. Nel 2018, il Club Alpino Italiano, ha riproposto una nuova edizione di scritti di montagna, “I due fili della mia esistenza” dedicandogli due concerti, a cura di Angelo Foletto e con la partecipazione del Coro della SAT, all’Auditorium di Milano e al Conservatorio di Torino.

## Opere
- Il melodramma di Verdi, Bari, Laterza, 1933. [Tesi di laurea del 1931]
- L'esperienza musicale e l'estetica, Collana Saggi n.121, Torino, Einaudi, 1950, 2001, ISBN 88-06-16066-4. Premio Viareggio di Saggistica 1950[6]
- M. Mila, Tensing Norkey, Gli eroi del Chomolungma, Collana Nuova Atlantide n. 2, Torino, Einaudi, 1954.
- Giuseppe Verdi, Bari, Laterza, 1958.
- Cronache musicali 1955-1959, Collana Saggi, Torino, Einaudi, 1959.
- Breve storia della musica, Collana Piccola Biblioteca n. 31, Torino, Einaudi, 1963. - I ed. orig.: Milano, Bianchi-Giovini, 1946.
- Cento anni di alpinismo italiano, in Appendice al libro di Claire-Eliane Engel, Storia dell'alpinismo, Torino, Einaudi, 1965.
  - in L'altra faccia della mia persona. Storie di vette e alpinisti, a cura di F. Cattaneo, Collana Licheni, CDA & VIVALDA, 2010, ISBN 978-88-748-0142-8.
- Le sinfonie di Mozart: corso monografico di storia della musica, Torino, G. Giappichelli, 1967. - Nuova ed., Introduzione di Giovanni Morelli, Collana Piccola biblioteca. Nuova serie, Torino, Einaudi, 2010, ISBN 978-88-061-7166-7. [lezioni del corso tenuto all'Università di Torino nell'anno accademico 1967-1968]
- La giovinezza di Verdi, Collana Musica e musicisti n.1, Roma, ERI, 1974.
- Maderna musicista europeo, Torino, Einaudi, 1976. - Nuova edizione a cura di U. Mosch, Collana Piccola Biblioteca, Nuova serie, Einaudi, 1999, ISBN 88-06-15059-6
- Lettura della Nona Sinfonia, Collana Piccola Biblioteca n.306, Einaudi, Torino, 1977, ISBN 88-06-47019-1 [sulla Nona Sinfonia di Beethoven]
- Lettura delle «Nozze di Figaro». Mozart e la ricerca della felicità, Collana Piccola Biblioteca n. 371, Einaudi, Torino, 1979, 2003, ISBN 978-88-061-8937-2.
- L'arte di Verdi, Collana Saggi n.627, Torino, Einaudi, 1980,  pp. XIV-388, ISBN 978-88-065-0898-2.
- Wolfgang Amadeus Mozart, Collezione Biblioteca, Edizioni Studio Tesi, 1980, III ed. 1991, ISBN 978-88-769-2099-8.
- Cent'anni di musica moderna, Collana Documenti e saggi, Milano, EDT, 1981, ISBN 978-88-706-3020-6.
- Compagno Strawinsky, Collana Saggi n. 652, Einaudi, Torino, 1983, ISBN 978-88-065-5525-2; Collana Saggi, Milano, BUR, Milano, 2012, ISBN 978-88-170-5454-6.
- I costumi della Traviata, Collezione Biblioteca n.22, Milano, Edizioni Studio Tesi, 1984. - II ed., Collana L'arte della fuga, Studio Tesi, 1992, ISBN 978-88-769-2335-7; Collana Biblioteca, Studio Tesi, 1999, ISBN 978-88-769-2000-4.
- Trentasei articoli, Collana Terza pagina, Torino, La Stampa, 1985, ISBN 978-88-778-3015-9.
- Lettura del Don Giovanni di Mozart, Collana Piccola Biblioteca n. 494, Einaudi, Torino, 1988-2000, ISBN 88-06-15680-2; Prefazione di Piero Gelli, Collana Saggi, Milano, BUR, 2011, ISBN 978-88-170-5237-5.
- Alla Scala. Scritti 1955-1988, A cura di Renato Garavaglia e Alberto Sinigaglia, Prefazione di Gianandrea Gavazzeni, In collaborazione con il Teatro alla Scala, Milano, Rizzoli, 1989,  pp. 544, ISBN 978-88-172-4019-2. - Collana Bur illustrati, Milano, BUR, 1993, ISBN 978-88-171-1174-4; Collana Saggi italiani, BUR, 2001, ISBN 978-88-178-6702-3; Collana Saggi, BUR, 2011, ISBN 978-88-170-4618-3. [raccolta di 166 articoli apparsi su «L'Espresso» (1955-1967) e «La Stampa» (1967-1988)]
- Lettura del Flauto Magico, Collana Piccola Biblioteca, Einaudi, Torino, 1989-2006, ISBN 978-88-061-1630-9.
- Scritti di montagna, A cura di Anna Mila Giubertoni. Con una presentazione di Gianni Vattimo e uno scritto di Italo Calvino, Collana Gli struzzi n.432, Torino, Einaudi, 1992, ISBN 88-06-12878-7.
- Brahms e Wagner, A cura di Alberto Batisti, Collana ETascabili, Einaudi, Torino, 1994, ISBN 88-06-13506-6;
- Scritti civili, A cura di Alberto Cavaglion, con una nota di Giulio Einaudi, Collana Gli struzzi n. 471, Einaudi, Torino, 1995, ISBN 88-06-13841-3; Collana La Cultura, Milano, Il Saggiatore, 2011, ISBN 978-88-428-1688-1.
- L'arte di Béla Bartók, a cura di Francesco M. Colombo, Einaudi, Torino, 1996, ISBN 88-06-14056-6; A cura di Piero Gelli, Collana Saggi, Milano, BUR, 2013, ISBN 978-88-170-7028-7.
- Guillaume Dufay, a cura di Simone Mongi, Collana Piccola Biblioteca n. 646, Einaudi, Torino, 1997, ISBN 978-88-061-4672-6.
- Verdi, A cura di Piero Gelli, Collana Saggi italiani, Milano, Rizzoli, 2000, ISBN 978-88-178-6535-7. - Collana Saggi, Milano, BUR, 2012, ISBN 978-88-170-6043-1. [contiene i precedenti volumi: La giovinezza di Verdi (1974), L'arte di Verdi (1980), in Appendice «Il concetto di musica drammatica»]
- Mozart. Saggi 1941-1987, A cura di Anna Mila Giubertoni, Collana ET Saggi, Torino, Einaudi, 2006, ISBN 88-06-18088-6.
- I Quartetti di Beethoven, a cura di M. Mattarozzi, Collana Piccola biblioteca. Nuova serie, Torino, Einaudi, 2007, ISBN 978-88-061-7064-6. [materiale delle lezioni tenute fra il 1967 e il 1969]
- I quartetti di Mozart, Introduzione di Giovanni Morelli, Collana Piccola Biblioteca, Einaudi, Torino, 2009, ISBN 978-88-061-7168-1.
- Lettere editoriali, Prefazione e cura di Tommaso Munari, trascrizione di Giovanna Andrea Tira, Torino, Einaudi, 2010. [75 lettere scritte tra il 1941 e il 1987, pubblicate in 1000 copie fuori commercio]
- Cronache wagneriane, A cura di Piero Gelli, Collana Saggi, Milano, BUR, 2013, ISBN 978-88-170-6311-1.
- Le opere «brutte» di Giuseppe Verdi, A cura di Tito M. Tonietti, Collana Studi, San Cesario di Lecce, Manni, 2015, ISBN 978-88-626-6623-7.
- I due fili della mia esistenza, A cura di W. Giuliano e G. Montresor, CAI, 2018, ISBN 978-88-798-2077-6.

## Saggi e articoli
- La melodia bizantina (in RMI, 1946);
- La nascita del melodramma (in Civiltà Fiorentina. Il Sei-Settecento, Firenze, 1956);
- Introduzione all'"Autobiografia" di R. Wagner (in "Belfagor", 1951);
- La vita della musica nell'Ottocento italiano (in ital. in "Belfagor", 1957; voce " Italien 19. Jahrh. ", MGG);
- La linea Nono (in RaM, 1960);
- L'età brahmsiana (in AA. VV., Arte e Storia. Studi in onore di L. Vincenti, Torino, 1965);
- Musica e scuola nel costume italiano (in NRMI, 1967);
- L'unità stilistica nell'opera di Verdi (ibid., 1968);
- "Il Turco in Italia", manifesto di dolce vita (ibid.);
- La fortuna di Rossini (in "Bollettino del Centro di studi rossiniano", 1968);
- La dialogizzazione dell'aria nelle opere giovanili di Verdi (Atti del 1 Congresso Internaz. di Studi Verdiani, Parma, 1969);
- Casorati e la musica (in AA. VV., Testimonianze. Studi e ricerche in onore di Guido M. Gatti, Bologna, 1973);
- Lettura della Grande Fuga op. 133 (in AA. VV., Scritti in onore di Luigi Ronga, Milano-Napoli, 1973);
- Gianfrancesco Malipiero e l'irrazionalismo contemporaneo (Atti dell'Istituto Veneto di Scienze, Lettere ed Arti Venezia 1974) .
- Sulla Dodecafonia di Dallapiccola (in "Annali della Scuola Normale Superiore di Pisa", 1976);
- Nona Sinfonia e Quartetti nei Quaderni di conversazione (in NRMI, 1979);
- Il Romanticismo nella musica (in "Belfagor", 1979);
- Guillaume Dufay, musicista franco-borgognone (ibid., 1980);
- Tra Wagner e Nietzsche (in "Cultura e Scuola", 1980);
- I canoni di Mozart (in NRMI, 1981);
- L'equivoco della musica barocca (in "Belfagor", 1981);
- La vecchiaia di Bach (Atti dell'Accademia delle Scienze di Torino, 1981);
- Il "collage" in musica (in AA. VV., Scritti in onore di G. C. Argan, Roma, 1984);
- L'antico e il progresso nel carteggio tra Verdi e Boito (in "Belfagor", 1984);
- "La donna è mobile..." Considerazioni sull'edizione critica del Rigoletto (in NRMI, 1985);
- Le idee di Rossini (come pref. a Rossini, Lettere, Firenze, s. a., ma 1985);
- La fortuna di Mozart (in "Belfagor", 1985).

## Epistolari
- Argomenti strettamente famigliari. Lettere dal carcere 1935-1940, a cura di Paolo Soddu. Introduzione di Claudio Pavone, Collana Gli struzzi n.509, Einaudi, Torino 1999, ISBN 88-06-15062-6
- Luigi Dallapiccola-Massimo Mila, Tempus aedificandi. Carteggio 1933-1975, a cura di L. Aragona, Milano, Ricordi (Universal Music MGB), 2005, ISBN 88-7592-798-7
- Massimo Mila-Luigi Nono, Nulla di oscuro tra noi. Lettere 1952-1988, a cura di A.I. De Benedictis e V. Rizzardi, Milano, Il Saggiatore 2010, ISBN 978-88-428-1645-4

## Traduzioni
- Ernst Wiechert, Novella pastorale, Collana di Opere brevi, Torino, Frassinelli, 1942.
- Johann Wolfgang von Goethe, Le affinità elettive, Torino, Einaudi, 1943.
- Paul Ernst, Il seme sulla speranza, Torino, Frassinelli, 1944.
- Hermann Hesse, Siddharta, Collana di romanzi, Torino, Frassinelli, 1945. - Milano, Adelphi, 1973, ISBN 88-459-0184-X.
- Jeremias Gotthelf, Il ragno nero, Milano, Minuziano, 1945. poi Studio Tesi, 1987; Milano, Adelphi, 1996.
- Guy de Maupassant, L'eredità, Collana di Opere brevi n.6, Torino, Frassinelli, 1945. Collana Scrittori tradotti da scrittori, Einaudi, 1989.
- Friedrich Schiller, Wallenstein. Trilogia drammatica, Collana I Grandi Scrittori Stranieri, Torino, UTET, 1946. Collana Scrittori tradotti da scrittori n.49, Einaudi, 1993.
- Richard Wagner, La mia vita, Torino, EDT, 1982.